# Podestat
 (juin 2019).
Si vous disposez d'ouvrages ou d'articles de référence ou si vous connaissez des sites web de qualité traitant du thème abordé ici, merci de compléter l'article en donnant les références utiles à sa vérifiabilité et en les liant à la section « Notes et références ».

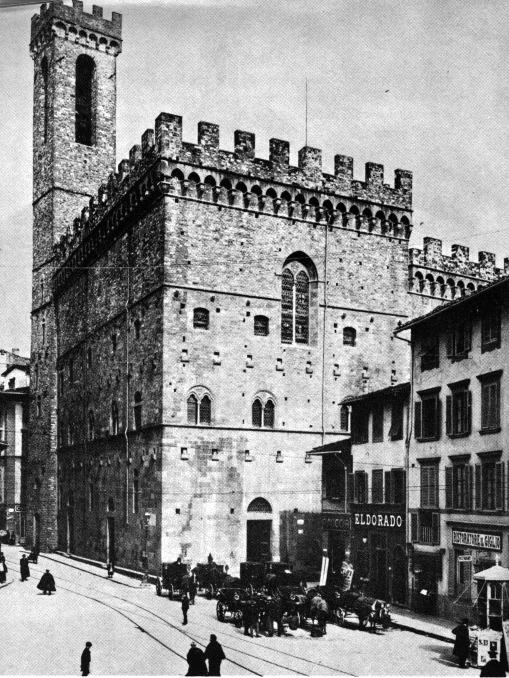
Le palais du Podestà à Florence, aujourd'hui le musée du Bargello.

Le podestat (en italien : podestà, prononcé : /podeˈsta/) était le premier magistrat des villes du centre et du nord de l'Italie médiévale, mais aussi dans les provinces du sud de la France actuelle (avant leur soumission au royaume de France), notamment dans le comté de Provence. Ce nom fut plus tard utilisé pour désigner les maires de communes sous le régime fasciste italien de Benito Mussolini.

## Au Moyen Âge

### La période des communes
Le podestat remplace le conseil des consuls qui gouvernait les communes médiévales à partir de la fin du XIIe siècle. Cette charge, contrairement au consul, devait être tenue par une personne étrangère à la cité qu'il devait gouverner de façon à éviter qu'il ne prenne parti dans les controverses entre les familles dirigeantes et ainsi garantir l'impartialité dans l'application des lois. Le choix de recourir à un podestat pouvait même laisser espérer la fin des guerres civiles presque permanentes entre les diverses factions, comme en 1190 à Gênes, dans la mesure où le podestat était susceptible de jouer le rôle d'arbitre.
Le podestat était élu par la principale assemblée de la commune et sa charge durait entre 6 mois et un an. En pratique, il exerçait les pouvoirs exécutifs, administratifs, judiciaires et de police, devenant de fait l'instrument le plus important de l'application des lois. Avec les années, la fonction fut exercée par de  véritables professionnels qui changeaient souvent de lieu de travail et recevaient un salaire régulier. Ce continuel changement de personnel et d'expérience contribua à l'homogénéisation des lois et de leurs applications, même entre des villes très distantes (où les mêmes podestats pouvaient avoir gouverné).
Cette fonction se répand à partir du XIIe siècle. Elle est attestée à Padoue en 1175, à Bonifacio, à Gênes et à Pise dans les années 1190, à Volterra en 1193, puis cet usage se généralise : on en a des traces à Florence, Modène, et même à Arles entre 1220 et 1250, à Avignon et à Marseille.
Il avait peut-être des pouvoirs plus étendus dans les grandes villes comme Gênes, selon les époques. Mais sa présence ne se limite pas à ces dernières. La petite commune de Voltri, dans la périphérie de Gênes, avant qu'elle ne soit agglomérée au chef-lieu, avait ainsi un podestariat et un capitanat.

### La période des seigneurs
À l'avènement des grandes seigneuries, le podestat perd la majeure partie des prérogatives politiques et devient un simple haut magistrat chargé d'administrer la justice et de maintenir l'ordre public. Il dépend directement du seigneur de la cité et du prince de l'État à laquelle la ville appartient. Cette évolution du rôle du podestat accentue encore plus l'aspect professionnel de la charge : il se déplace de ville en ville suivi par toute la famille, terme qui indique l'équipe du podestat et qui se compose du vicaire, des juges du pénal et du civil, des agents du maintien de l'ordre, des serviteurs. Le podestat est nommé par le seigneur ou par le prince et, seulement après, le choix est soumis de manière formelle au conseil communal, la durée de la charge étant variable d'une ville à l'autre (de six mois à deux ans, parfois renouvelable une fois).

## Sous le régime fasciste italien
Sous le régime fasciste (loi du 4 février 1926, n. 237), les organes démocratiques des communes sont suspendus et toutes les fonctions occupées par le maire, les commissions et le conseil municipal sont transférées à un podestat nommé par décret royal pour cinq ans et révocable à tout moment. Dans les communes de plus de 5 000 habitants, le podestat est assisté d'un ou deux vice-podestat(s) nommés de la même manière et selon que la population est inférieure ou supérieure à 100 000 habitants. Le podestat est aussi assisté d'une assemblée municipale (consulta municipale) consultative composée d'au moins six conseillers nommés par le préfet.
Une organisation particulière est prévue pour la ville de Rome dont l'administration est assurée par un gouverneur nommé par le gouvernement.